# Junonia goudoti
Espèce
Junonia goudoti est un insecte lépidoptère  de la famille des  Nymphalidae, et du genre Junonia.

## Dénomination
Junonia goudoti a été décrit par Jean-Baptiste Alphonse Dechauffour de Boisduval en 1833 sous le nom de Vanessa goudoti.

### Détermination par les nucléotides
Junonia goudoti présente la plus courte séquence parmi les nymphalinés : 357 nt 

## Description
Junonia goudoti, est un grand papillon de couleur marron clair orné de marron roux sous forme de bandes et de marques et d'une ligne submarginale d'ocelles roux dont certains sont pupillés de blanc.
Le revers est à lignes blanches, beige doré et marron clair avec deux gros ocelles marron foncé aux postérieures.

## Biologie

### Période de vol
Il vole toute l'année.

### Plantes hôtes
Ses plantes hôtes seraient des acanthacées[réf. nécessaire].

## Écologie et distribution
Junonia goudoti est présent  à Madagascar, aux  Comores et aux Mascareignes à l'ile Maurice.

### Protection
Pas de statut de protection particulier.